# طاهر چغانی
ابوالمظفر طاهر بن فضل بن محمد بن مظفر بن محتاج (مق‍ ۳۸۱ق/۹۹۱م) یا امیر ابویحیی طاهر بن فضل بن محمد بن محتاج شناخته‌شده به طاهِرِ چَغانی از امیران آل محتاج در چغانیان ورارود بود. گردیزی (ص ۳۶۸) کنیه او را ابوالحسن گفته است.
او برادرزاده ابوعلی احمد بود. وی چندی از سوی سامانیان به جای ابوالمظفر احمدبن محمد به امارت چغانیان گماشته شد و به قولی خود آن دیار را از ابوالمظفر احمد گرفت (عتبی، ۹۴). ابوالمظفر احمد با فایق خاصه همداستان شد و در جنگی که میان او و طاهر درگرفت، ابوالمشفر طاهر کشته شد.
ابوالمظفر طاهر امیری فاضل و هنرپرور و خود نیز اهل شعر و سخن بود و به قولی عوفی (۱/۲۷) «هم بر ممالک چغانیان ملک و هم در ولایت هنر و بیان سلطان بود». اما گفته همو که ابوالمظفر طاهر در ۳۷۷ق/۹۸۷م درگذشته است، با آگاهیهای تاریخی تناقض آشکار دارد.
وی پسرعموی فخرالدوله چغانی (امیر ابوالمظفر فخرالدوله احمد بن محمّد چغانی) بود که دقیقی، منجیک ترمذی و فرخی سیستانی وی را مدح گفته‌بودند. در جنگ میان این دو پسرعمو در ۳۸۱ (هجری) امیر طاهر چغانی کشته‌شد.
از شعرای پارسی‌گوی آن روزگار، منجیک ترمذی و لبیبی سیدالشعراء، مداح وی بوده‌اند (قزوینی، ۱۸۶؛ بهار، ۳/۱۵۳). ابیات بسیاری نیز از ابوالمظفر طاهر بر جای است (اسدی طوسی، ۱۷۳، ۲۱۳، ۲۱۷).
شعر زیر از طاهر چغانی‌است:
| یک شهر همی فسون و رنگ‌آمیزند     |  | تا بر من و بر تو رستخیز انگیزند |
| با ما به حدیث عشق ما چه‌استیزند؟ |  | هر مرغی را به پای خویش آویزند   |